# 釈雲照
釈 雲照（しゃく うんしょう、文政10年3月20日（1827年4月15日） - 明治42年（1909年）4月13日）は、幕末から明治期にかけての真言宗の僧。俗姓は渡辺氏。出雲国（島根県）の出身。日本人初の上座部仏教徒である釈興然は甥にあたる。

## 経歴
1836年（天保7年）松江千手院で出家し、1844年（弘化元年）高野山に上って真言密教を修学した。江戸時代後期に戒律復興運動を行った慈雲の影響を受け、明治維新後の1884年（明治17年）十善会を発足し戒律主義を主唱し、以後は目白新長谷寺に戒律学校を創建し、機関紙「十善宝窟」を創刊した。1909年（明治42年）4月13日、インフルエンザのため目白僧園で死去。墓所は多磨霊園。
雲照の仏教に対する内省的な態度は新仏教運動に精神的な基盤となったが、戒律主義は近代における仏教には定着せず雲照の没後は衰退していった。